# 卡勒·拉帕莱宁
卡勒·拉帕莱宁（芬蘭語：Kalle Lappalainen，1877年9月30日—1965年5月9日），芬兰男子射击运动员。他曾代表芬兰参加1920年夏季奥林匹克运动会射击比赛，获得一枚银牌和一枚铜牌。